# Aseraggodes orientalis
Aseraggodes orientalis är en fiskart som beskrevs av Randall och Hiroshi Senou 2007. Aseraggodes orientalis ingår i släktet Aseraggodes och familjen tungefiskar. Inga underarter finns listade i Catalogue of Life.